# Urbà de Peñalba
Urbà de Peñalba (Regne de Lleó?, segona meitat del segle ix - Santiago de Peñalba, 939), va ser un monjo benedictí, abat del monestir de Santiago de Peñalba, prop de Ponferrada, a la comarca d'El Bierzo.

## Vida
Monjo benedictí, va ajudar sant Gennadi d'Astorga a reformar els monestirs benedictins de la zona. Assísti Gennadi en la seva mort i el succeí com a abat de Santiago de Peñalba, a l'actual Peñalba de Santiago, municipi de Ponferrada). Però va morir tres anys més tard, el 939. De poc després es conserva un himne llatí en memòria seva. Per la santedat de la seva vida, va ésser enterrat a l'església del monestir de Peñalba, amb el seu mestre Gennadi, i algunes relíquies es conserven al convent de dominiques de Villafranca del Bierzo.
El monestir va desaparèixer com a tal al segle xii. En queda l'església qué és la parroquial del poble.